# Фонтани Кременчука
Нижче наведено список фонтанів Кременчука, включаючи вже нефункціонуючі.

## Фонтани
Діючі фонтани виділено жирним шрифтом.
| № п/п | Розташування                                               | Фото | Роки функціонування | Примітки                                                                                                  |
| ----- | ---------------------------------------------------------- | ---- | ------------------- | --- |
| 1     | Сквер імені Олега Бабаєва                                  |      |                     | |
| 2     | Сквер Пушкіна                                              |      |                     | Графік роботи: 10:00—12:00, 17:00—21:00, крім понеділка та вівторка (технічна перерва 15 хвилин щогодини) |
| 3     | Бул. Пушкіна (біля входу до МПК)                           |      |                     | У неробочму стані після того, як у ньому потонув п'ятирічний хлопчик                                      |
| 4     | На розі вулиці Київської та проспекту Свободи              |      |                     | |
| 5     | Придніпровський парк (біля колишнього кінотеатру «Дніпро») |      |                     | |
| 6     | Поблизу Крюківського вагонного заводу                      |      |                     | |
| 7     | просп. Свободи (перед прохідної «Кредмашу»)                |      |                     | |